# 格林尼治站
格林威治站（英語：Greenwich station）是英格蘭倫敦格林威治的一個車站，位於格林威治市中心西南面400米處。該站是英國國營鐵路公司和碼頭區輕便鐵路的換乘車站。格林威治站位於倫敦第2及第3收費區的交界。